# Маркос Антоніо Сілва Сантос
Маркос Антоніо Сілва Сантос (порт. Marcos Antônio Silva Santos) — бразильський футболіст, півзахисник «Лаціо», який на правах оренди грає на батьківщині за «Сан-Паулу».

## Клубна кар'єра
2018 року підписав контракт з португальським клубом Ешторіл.

### «Шахтар» (Донецьк)
Після відкриття зимового трансферного вікна, з'явилась інформація про потенційний трансфер Маркоса в Шахтар. Ця інформація була підтверджена 6 січня 2019 головним тренером Шахтаря – Паулу Фонсекою . Контракт гравця з «гірниками» був розрахований на 5 років.
Влітку 2022 року перейшов до італійського «Лаціо». Протягом сезону не став гравцем основного складу римської команди і влітку 2023 року на правах оренди перебрався до грецького клубу ПАОК.

## Виступи за збірні
2017 року дебютував у складі юнацької збірної Бразилії (U-17), загалом на юнацькому рівні взяв участь у 19 іграх, відзначившись 4 забитими голами, і став переможцем юнацького чемпіонату Південної Америки 2017.
Протягом 2018–2019 років залучався до складу молодіжної збірної Бразилії. На молодіжному рівні зіграв у 13 офіційних матчах. Був учасником молодіжного чемпіонату Південної Америки 2019.

## Статистика виступів

### Клубна
Станом на 6 травня 2023
| Сезон               | Команда             | Чемпіонат           | Чемпіонат | Чемпіонат | Кубок країни | Кубок країни | Кубок країни | Континентальні кубки | Континентальні кубки | Континентальні кубки | Інші змагання | Інші змагання | Інші змагання | Усього | Усього |
| Сезон               | Команда             | Ліга                | Ігор      | Голів     | Ліга         | Ігор         | Голів        | Ліга                 | Ігор                 | Голів                | Ліга          | Ігор          | Голів         | Ігор   | Голів  |
| ------------------- | ------------------- | ------------------- | --------- | --------- | ------------ | ------------ | ------------ | -------------------- | -------------------- | -------------------- | ------------- | ------------- | ------------- | ------ | ------ |
| 2018-19             | «Ештуріл»           | СЛ                  | 3         | 0         | КП/КПЛ       | 2+1          | 0            | —                    | —                    | —                    | —             | —             | —             | 6      | 0      |
| 2018-19             | «Шахтар»            | УПЛ                 | 8         | 0         | КУ           | 2            | 1            | ЛЄ                   | 2                    | 0                    | —             | —             | —             | 12     | 1      |
| 2019-20             | «Шахтар»            | УПЛ                 | 21        | 2         | КУ           | 1            | 0            | ЛЧ+ЛЄ                | 3+6                  | 0+1                  | СКУ           | 0             | 0             | 31     | 3      |
| 2020-21             | «Шахтар»            | УПЛ                 | 23        | 2         | КУ           | 1            | 0            | ЛЧ+ЛЄ                | 4+4                  | 0                    | СКУ           | 1             | 0             | 33     | 2      |
| 2021-22             | «Шахтар»            | УПЛ                 | 17        | 1         | КУ           | 1            | 1            | ЛЧ                   | 9                    | 1                    | СКУ           | 1             | 0             | 28     | 3      |
| Загалом за «Шахтар» | Загалом за «Шахтар» | Загалом за «Шахтар» | 69        | 5         |              | 5            | 2            |                      | 28                   | 2                    |               | 2             | 0             | 104    | 9      |
| 2022–23             | «Лаціо»             | A                   | 15        | 1         | КІ           | 2            | 0            | ЛЄ+ЛК                | 3+1                  | 0                    | -             | -             | -             | 21     | 1      |
| Усього за кар'єру   | Усього за кар'єру   | Усього за кар'єру   | 87        | 6         |              | 10           | 2            |                      | 26                   | 1                    |               | 2             | 0             | 125    | 9      |

### Статистика виступів за збірну
| Дата       | Місто    | Господарі | Результат | Гості     | Турнір                                                 | Голи | Примітки |
| ---------- | -------- | --------- | --------- | --------- | ------------------------------------------------------ | ---- | -------- |
| 13-10-2018 | Ранкагуа | Чилі      | 1 – 1     | Бразилія  | Товариський матч                                       | -    |          |
| 15-10-2018 | Сантьяго | Бразилія  | 2 – 2     | Чилі      | Товариський матч                                       | -    | 46'      |
| 19-1-2019  | Ранкагуа | Колумбія  | 0 – 0     | Бразилія  | Молодіжний чемпіонат Південної Америки 2019 - 1-й етап | -    |          |
| 21-1-2019  | Ранкагуа | Бразилія  | 2 – 1     | Венесуела | Молодіжний чемпіонат Південної Америки 2019 - 1-й етап | -    |          |
| 23-1-2019  | Ранкагуа | Чилі      | 1 – 0     | Бразилія  | Молодіжний чемпіонат Південної Америки 2019 - 1-й етап | -    |          |
| 25-1-2019  | Ранкагуа | Бразилія  | 1 – 0     | Болівія   | Молодіжний чемпіонат Південної Америки 2019 - 1-й етап | -    | 61'      |
| 29-1-2019  | Ранкагуа | Бразилія  | 0 – 0     | Колумбія  | Молодіжний чемпіонат Південної Америки 2019 - 2-й етап | -    |          |
| 2-2-2019   | Ранкагуа | Венесуела | 2 – 0     | Бразилія  | Молодіжний чемпіонат Південної Америки 2019 - 2-й етап | -    |          |
| 4-2-2019   | Ранкагуа | Бразилія  | 2 – 3     | Уругвай   | Молодіжний чемпіонат Південної Америки 2019 - 2-й етап | -    | 50'      |
| 7-2-2019   | Ранкагуа | Еквадор   | 0 – 0     | Бразилія  | Молодіжний чемпіонат Південної Америки 2019 - 2-й етап | -    | 45'      |
| 11-2-2019  | Ранкагуа | Бразилія  | 1 – 0     | Аргентина | Молодіжний чемпіонат Південної Америки 2019 - 2-й етап | -    |          |
| Усього     |          | Матчів    | 11        |           | Голів                                                  | 0    |          |

## Досягнення

### Клубні

#### «Шахтар» (Донецьк)
- Чемпіон України (2): 2018—19, 2019—20
- Володар Кубку України (1): 2018—19

### Збірні
- Чемпіон Південної Америки (U-17): 2017